# انتقال هسته‌ای

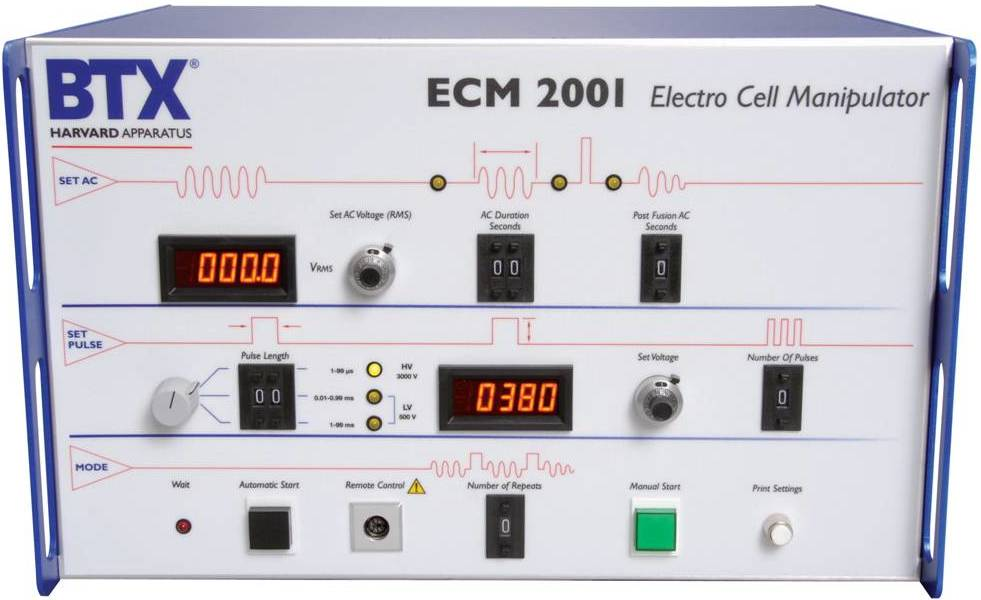
ژنراتور الکتروفیوژن BTX ECM 2001 که برای کاربردهای انتقال هسته‌ای استفاده می‌شود

انتقال هسته‌ای نوعی تکثیر به روش شبیه‌سازی است که شامل حذف DNA از یک تخمک تخم بارور نشده و تزریق هسته سلول حاوی DNA به آن برای شبیه‌سازی است.
در موارد نادر، سلول ساخته شده به‌طور طبیعی تقسیم شده و DNA جدید را تکثیر می‌کند در حالی که در حالت پرتوان باقی می‌ماند. اگر سلول شبیه‌سازی شده در رحم یک پستاندار قرار داده شود، در مواردی نادر یک ارگانیسم شبیه‌سازی شده رشد می‌کند.
به این ترتیب گوسفند و بسیاری از گونه‌های دیگر شبیه‌سازی شدند. به‌طور معمول گاوها را برای تکثیر نمونه‌هایی که بالاترین تولید شیر را دارند شبیه‌سازی می‌کنند. برای اولین بار در ۲۴ ژانویه ۲۰۱۸، گزارشی از شبیه‌سازی میمون با این روش منتشر شد.
با وجود این، راندمان پایین این روش، محققان را بر آن داشت تا آن را کنار بگذارند.